# Эзюс
Эзю́с (фр. Eysus) — коммуна во Франции, находится в регионе Аквитания. Департамент — Атлантические Пиренеи. Входит в состав кантона Олорон-Сент-Мари-1. Округ коммуны — Олорон-Сент-Мари.
Код INSEE коммуны — 64224.

## География

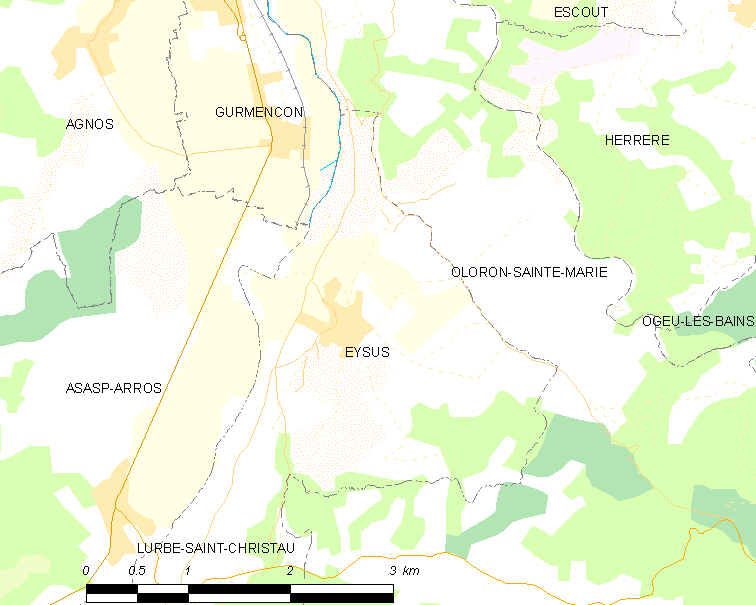
Карта коммуны

Коммуна расположена приблизительно в 680 км к югу от Парижа, в 190 км южнее Бордо, в 26 км к юго-западу от По.
По территории коммуны протекают реки Гав-д’Асп и Урто.

### Климат
Климат тёплый океанический. Зима мягкая, средняя температура января — от +5°С до +13°С, температуры ниже −10 °C бывают редко. Снег выпадает около 15 дней в году с ноября по апрель. Максимальная температура летом порядка 20-30 °C, выше 35 °C бывает очень редко. Количество осадков высокое, порядка 1100 мм в год. Характерна безветренная погода, сильные ветры очень редки.

## Население
Население коммуны на 2010 год составляло 704 человека.
| 1962 | 1968 | 1975 | 1982 | 1990 | 1999 | 2010 |
| ---- | ---- | ---- | ---- | ---- | ---- | ---- |
| 358  | 347  | 483  | 572  | 562  | 612  | 704  |

## Администрация
| Период | Период | Фамилия     | Партия | Примечания |
| ------ | ------ | ----------- | ------ | ---------- |
| 1968   | 1995   | Жан Калу    |        |            |
| 1995   | 2014   | Жорж Сан    |        |            |
| 2014   | 2020   | Анна Вёцель |        |            |

## Экономика
В 2010 году среди 428 человек трудоспособного возраста (15-64 лет) 310 были экономически активными, 118 — неактивными (показатель активности — 72,4 %, в 1999 году было 66,9 %). Из 310 активных жителей работали 287 человек (159 мужчин и 128 женщин), безработных было 23 (11 мужчин и 12 женщин). Среди 118 неактивных 35 человек были учениками или студентами, 52 — пенсионерами, 31 были неактивными по другим причинам.

## Достопримечательности
- Церковь Св. Петра (XVI век)[4]